# Izapa
Izapa egy több kultúrához, de főleg a majához köthető régészeti lelőhely délkelet-Mexikóban, Chiapas államban. Az i. e. 1500 körül alapított, és kezdetben mixe-szoke népcsoportok által lakott város mintegy ezer éven keresztül a környék Csendes-óceán-partvidéki részének politikai és vallási központja volt. Fontos szerepet játszott a jáde, az obszidián és a kakaó kereskedelmében is, de fénye a maja klasszikus korban megkopott. Nagy kiterjedésű lelőhely, mintegy 2 km hosszan nyúlik el.
Nevének pontos jelentése nem ismert, többféle magyarázat is létezik rá. Mindegyik szerint a navatl nyelvből ered: az egyik szerint az Izapa az atzacua  („víztároló/tartály helye”) szó eltorzulása lehet, a másik szerint az ixtac, az atl és a pan szavak összetételéből származik (ekkor jelentése „a sós folyó helye”), a harmadik szerint pedig az ixtapan („a homokos területen”) szóból ered.

## Leírás
Az egykori város a mai Mexikó legdélebbi részén, Chiapas államban, Tapachula városától kevesebb mint 10 km-re található Tuxtla Chico község területén, Guatemala határától nem messze. Az 1200-as év környékéig lakott település romjait 1935-ben fedezte fel Matthew Stirling, 1935 és 1944 között Eulalia Guzmán felügyelte őket, 1947 és 1948 között pedig a Smithsonian Intézet munkatársa, Philip Drucker kutatta.
Ceremoniális központjának épületeit csillagászati számítások alapján helyezték el, ebből többen arra következtetnek, hogy valószínűleg Izapának nagy szerepe volt a maja naptár megalkotásában is. A település fő tengelye egy kicsit eltér a pontos északi iránytól, a Tacaná tűzhányó irányába mutat, de több nagy épület és piramis elhelyezésnél figyelembe vették annak a pontnak az irányát is, ahol az északi félgömb téli napfordulójakor a Nap a látóhatár mögé nyugszik.
A területen 252, többségében faragott kőszobrot és 89 sztélét (ebből 38 faragványos) is találtak. Az itteni kőszobrok – amelyek között az egészen egyszerű, oszlopok tetején nyugvó, a Napot szimbolizáló kőgömbtől kezdve az embert felfaló jaguár ábrázolásáig sokféle megtalálható – annyira jellegzetesek, hogy ma, bár olmék hatás is érezhető rajta, a régészek megkülönböztetik az önálló izapai stílust is.
Az 1-es számú sztélé egy előreugró állkapcsú, nagy ajkakkal rendelkező vízistenséget ábrázol, amint éppen halakat fog. Ezek alapján a jellemzők alapján valószínűsíthető, hogy ez Chaak esőisten. A 2-es sztélé ábrái egy, a Popol Vuhban is leírt mítoszt illusztrálnak: ebben két ikerhős egy arapapagáj-álistent annyira megver, hogy annak kiesnek a drágakő-szemei, és elveszti csőrét és fogait, ettől pedig elpusztul (aztán a papagáj Zipacna nevű fia bosszúból az ikrek 400 családtagját megöli). Izapa leghíresebb sztéléje az 5-ös számú,
az úgynevezett életfa-sztélé, amely egy felsőbbrendű lényt ábrázol, amint éppen a világot építi, valamint ennek a földdel, a tűzzel és a vízzel való kapcsolatát. Ez a sztélé ma a tapachulai régészeti múzeumban látható.
Izapa legtöbb épülete ma feltáratlan: az A és B jelű, délen elhelyezkedő, földúton megközelíthető, a preklasszikus korhoz köthető épületegyütteseket, ahol a legtöbb sztélé található, például növényzet borítja. Ugyancsak sok sztélé és kőszobor van az egyetlen ma is látogatható, a főúttól északra fekvő F együttesben. A H jelű csoportban található a terület legnagyobb, 22 m magas piramisa, az úgynevezett 60-as számú domb. Ennek alapterülete körülbelül 105 m². A B csoportban levő 30 A jelű épület egy 10 méter magas lépcsős piramis, amely valaha vallási, szertartási célokat szolgálhatott. Két olyan terület található Izapában, amelyről feltételezhető (de nem biztos), hogy labdajátékpályaként szolgáltak.

## Képek

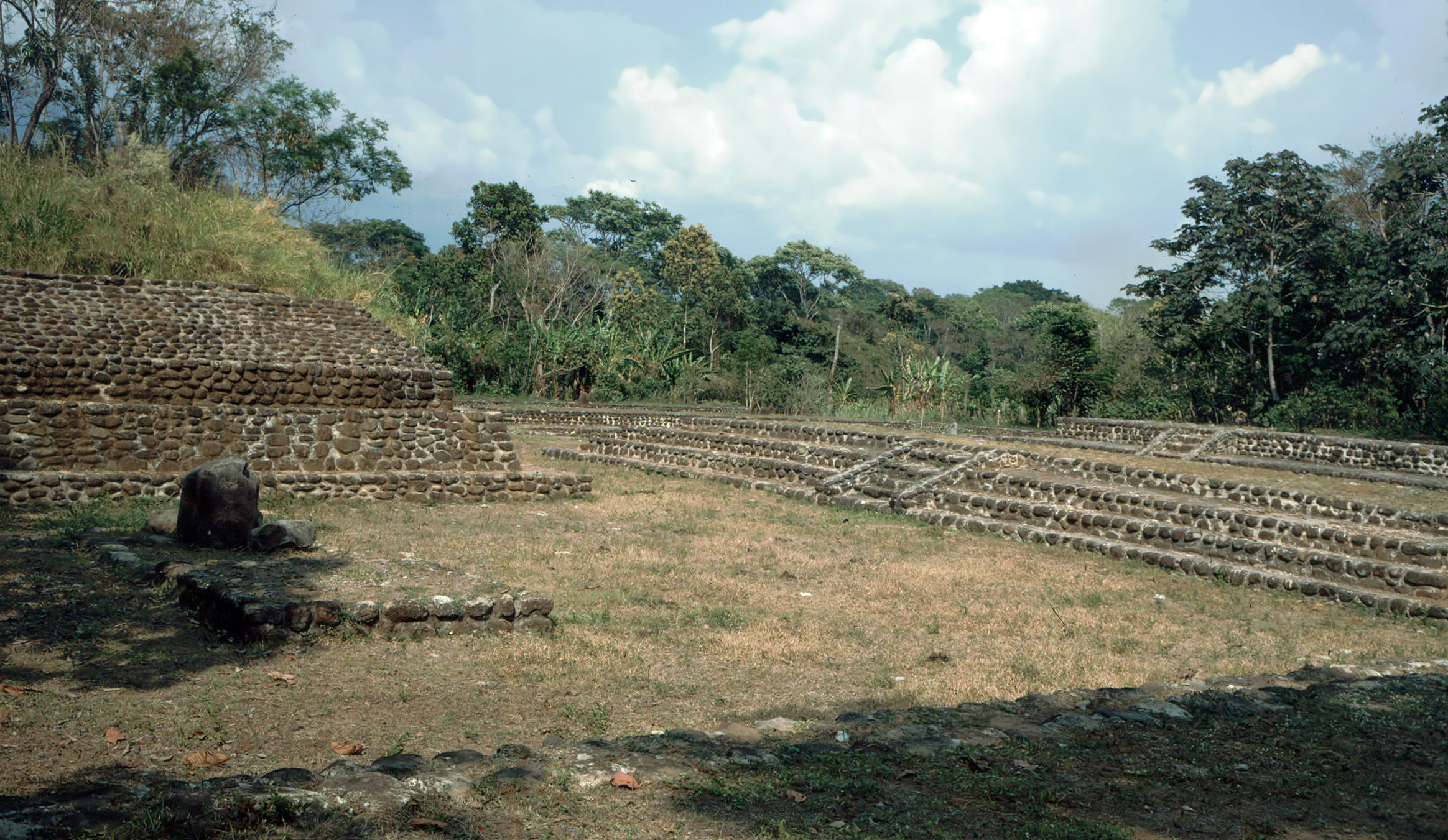
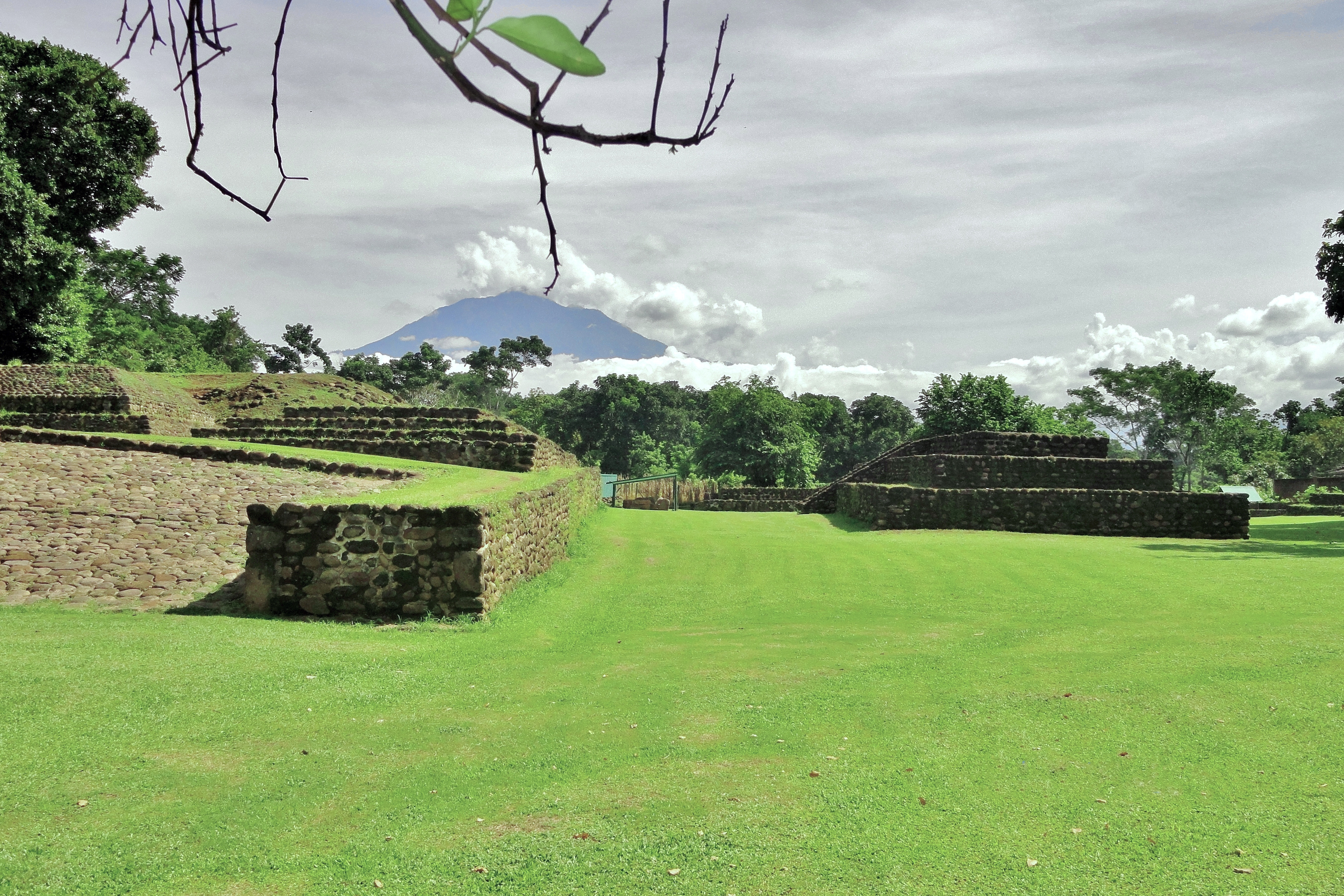
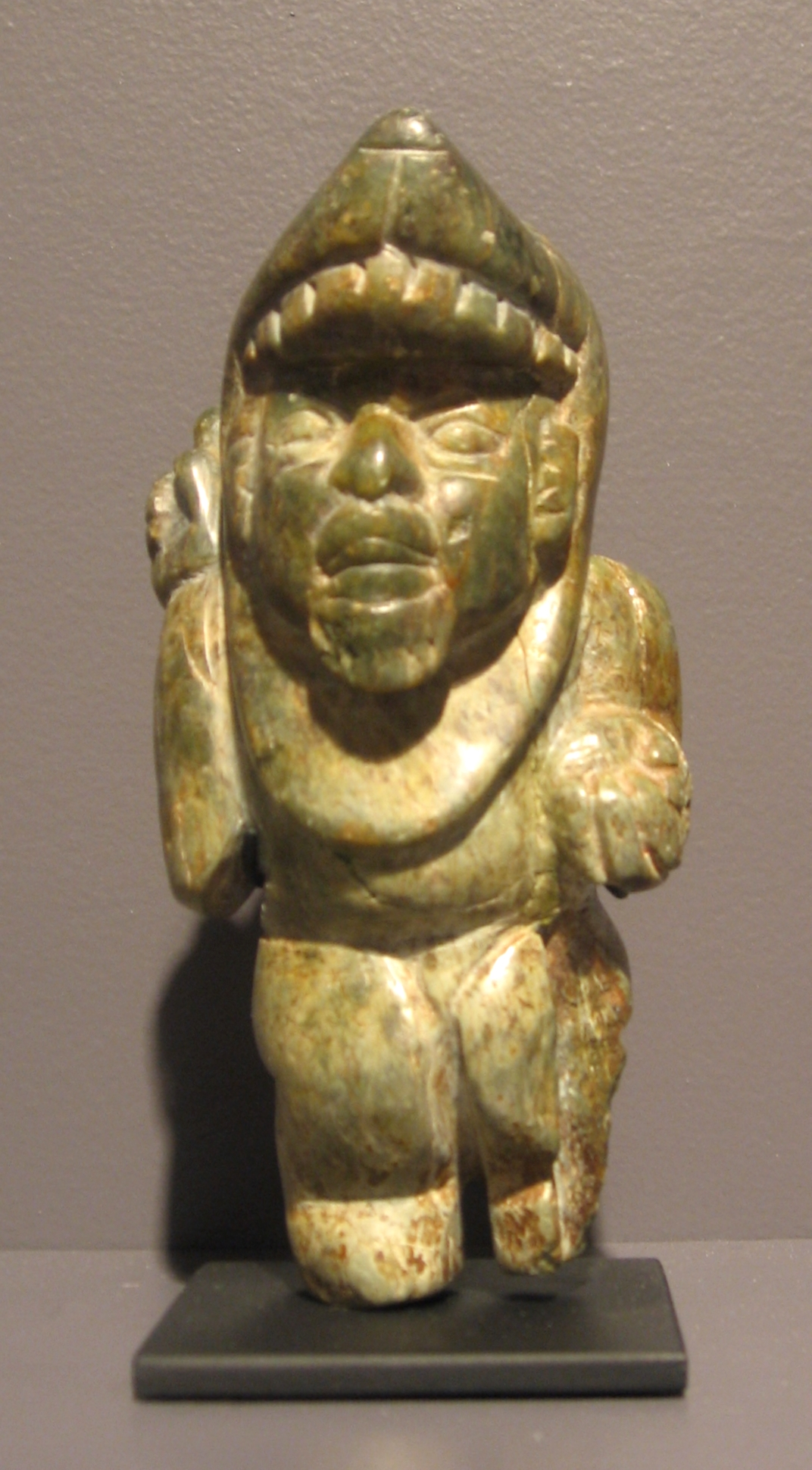
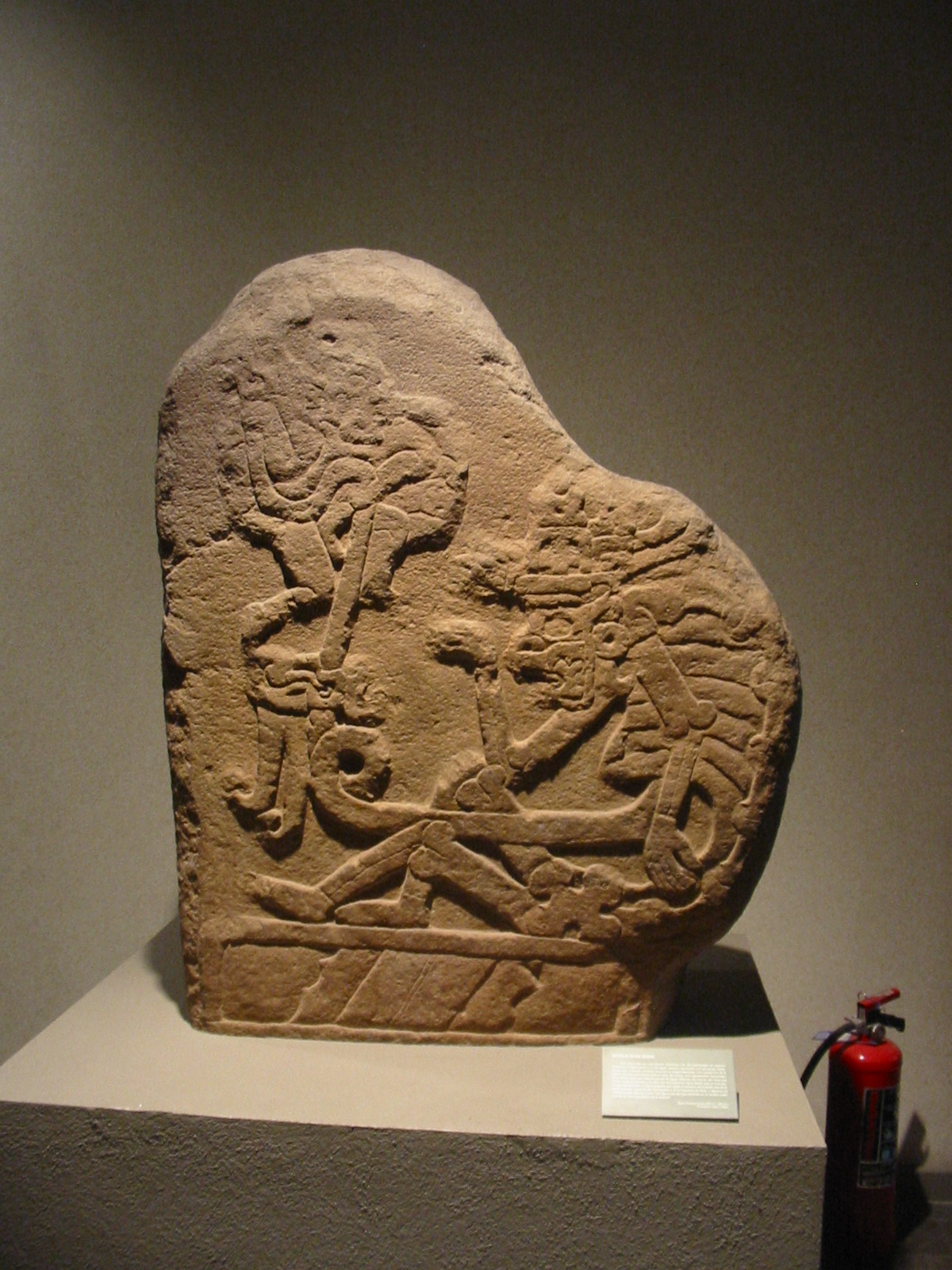